# Вильхельмина (коммуна)

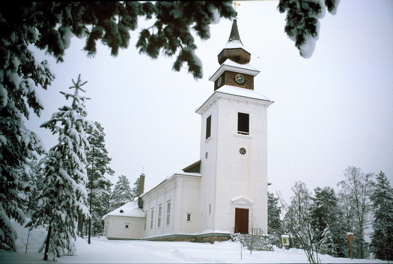
Церковь в Вильхельмине

Вильхельми́на (швед. Vilhelmina kommun) — коммуна на севере Швеции, в лене Вестерботтен. Административный центр — город Вильхельмина. Площадь — 8740,5 км². Население по данным на 2012 год составляет 7022 человека. Плотность населения маленькая, как и во всей северной Швеции, всего 0,87 чел/км².
Коммуна простирается от норвежской границы почти на 160 км вдоль реки Онгерманэльвен на юго-восток. Преобладают горы, покрытые лесами, имеются озёра. В деревне Малговик, в 20 км к северу от Вильхельмина была зафиксировала рекордно низкая температура, когда-либо зафиксированная в Швеции. 13 декабря 1941 года температура опустилась ниже — 53 °C.
В 1947 году город Вильхельмина был отделён от коммуны, однако уже в 1965 году эти регионы были вновь объединены.